# Xavier Moissinac
Jean Marie Louis Xavier Moissinac, né le 29 octobre 1896 à Brive-la-Gaillarde et mort au combat le 3 juin 1918 à Celles-lès-Condé, où il est enterré, est un aviateur et as français de la Première Guerre mondiale.

## Hommage
- Il y a une rue Xavier-Moissinac à Brive-la-Gaillarde[4].
- Dimanche 3 juin 2018, à Condé-en-Brie puis Celles-lès-Condé, un hommage a été rendu à Xavier MOISSINAC, aviateur héros de la Grande guerre, abattu le 3 juin 1918 à l'est du village.